# Orsolobus pucatrihue
Orsolobus pucatrihue là một loài nhện trong họ Orsolobidae.
Loài này thuộc chi Orsolobus. Orsolobus pucatrihue được Raymond Robert Forster & Norman I. Platnick miêu tả năm 1985.